# Wojciech Gerson

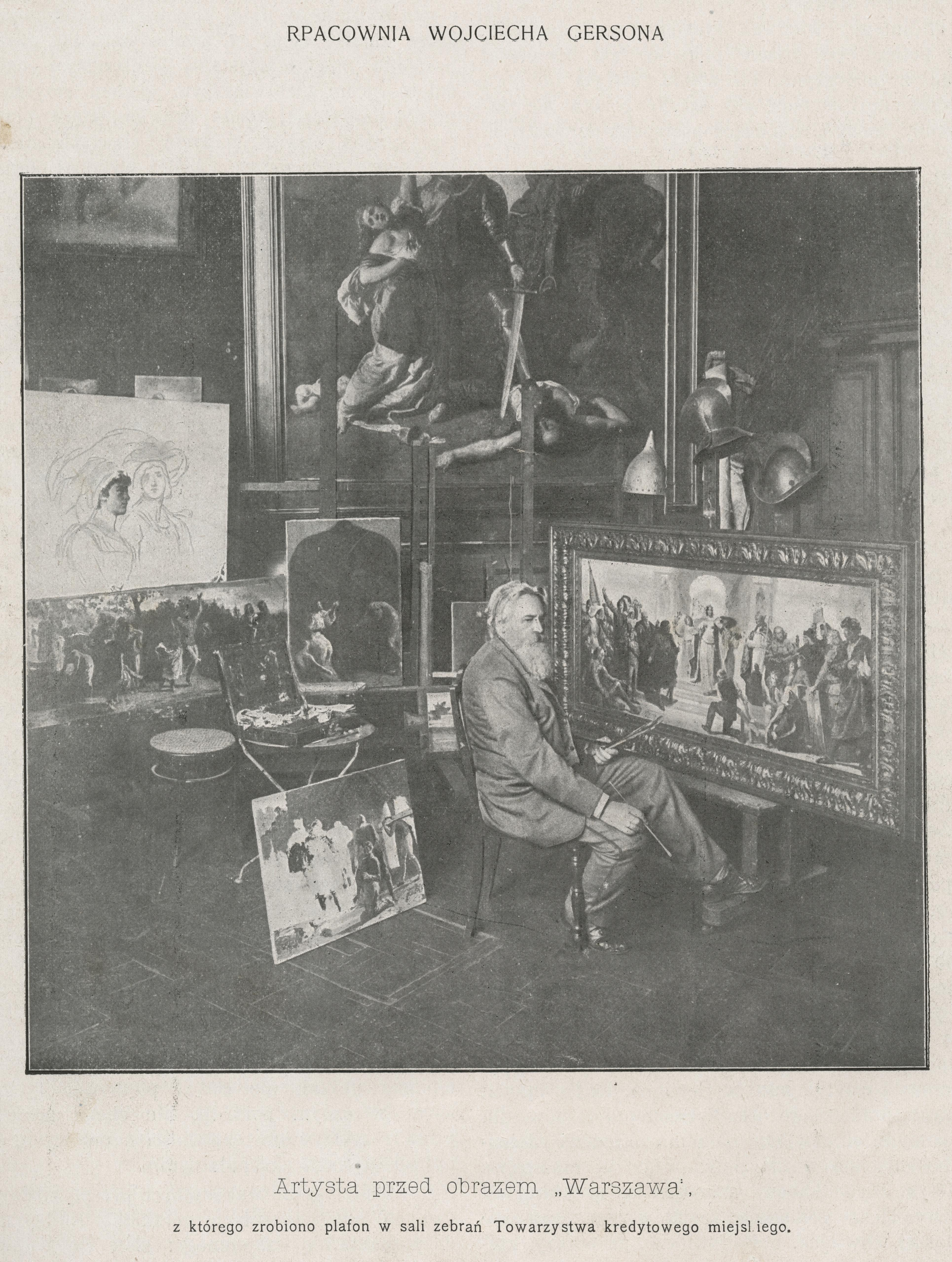
Wojciech Gerson w swojej pracowni około 1900 roku

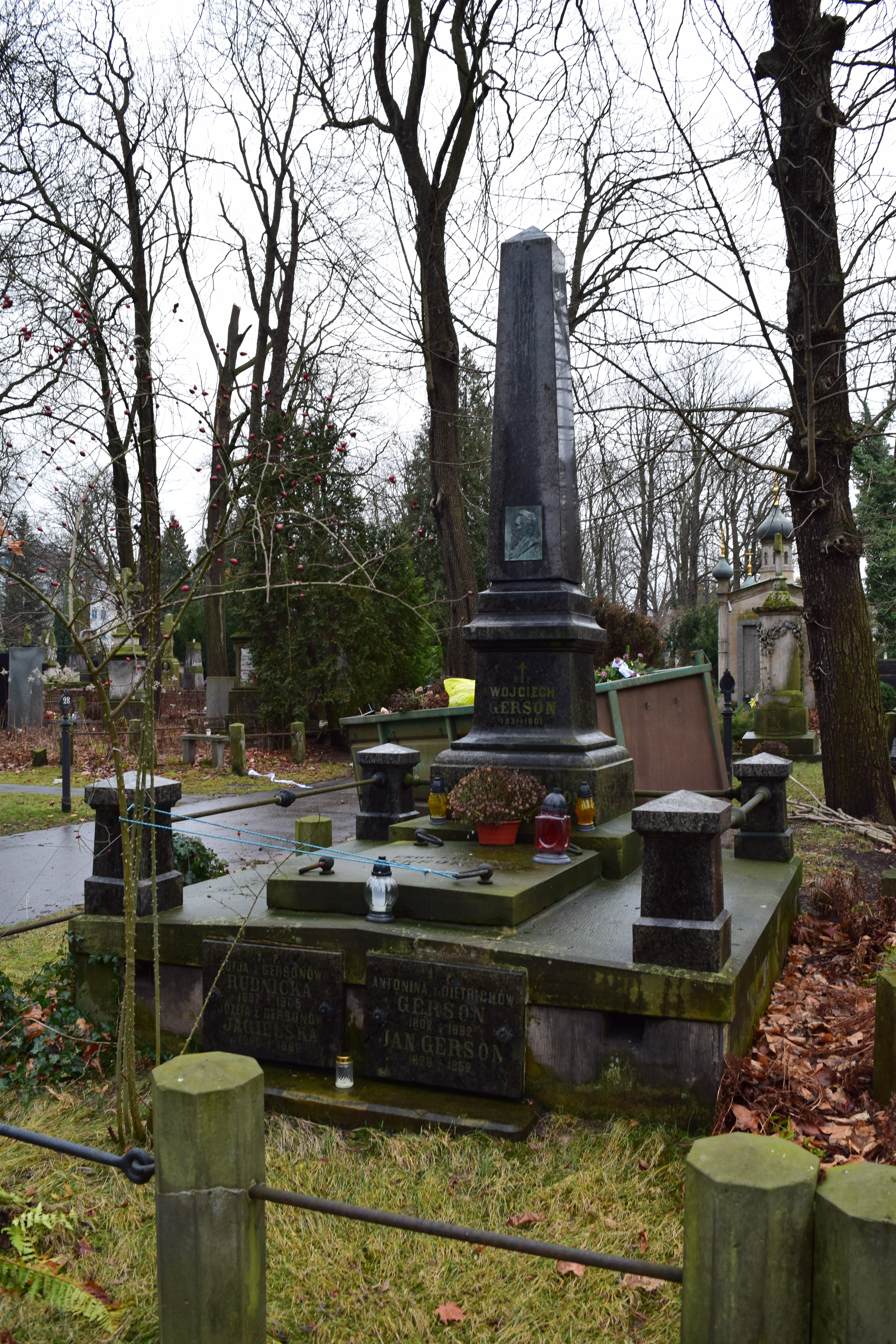
Grób Wojciecha Gersona na cmentarzu ewangelicko-augsburskim w Warszawie

Wojciech Gerson (ur. 1 lipca 1831 w Warszawie, zm. 25 lutego 1901 tamże) – polski malarz, pejzażysta, przedstawiciel realizmu, historyk sztuki, tłumacz i pedagog, członek honorowy Towarzystwa Muzeum Narodowego Polskiego w Rapperswilu od 1896 roku.

## Młodość
Urodził się w rodzinie drobnego przemysłowca. W 1844 rozpoczął naukę w Szkole Sztuk Pięknych. W 1853 uzyskał stypendium na dalsze studia w Akademii Sztuk Pięknych w Petersburgu, warszawskiej Szkole Sztuk Pięknych, od 1856 u Leona Cognieta w Paryżu, w 1858 osiedlił się w Warszawie.

## Uczniowie
Wojciech Gerson był członkiem założycielem Towarzystwa Zachęty Sztuk Pięknych (1860). Profesor w warszawskiej Klasie Rysunkowej (1872–1896). Był publicystą oraz krytykiem sztuki piszącym do wielu warszawskich czasopism. Napisał kilka książek m.in. biografię zmarłego 1868 malarza Józefa Simmlera oraz podręcznik anatomii dla artystów. Przetłumaczył na język polski Traktat o malarstwie (1651) Leonarda da Vinci.
Kształciło się u niego wielu przyszłych wybitnych artystów, m.in. Alfred Kowalski, Aleksander Borawski, Eligiusz Niewiadomski, Antoni Piotrowski, Józef Chełmoński, Józef Pankiewicz, Leon Wyczółkowski, Ludomir Benedyktowicz, Wacław Chodkowski, Władysław Podkowiński, Jan Gwalbert Olszewski, Czesław Tański, Józef Rapacki, Ignacy Strubel, Michał Marczewski, a także artystki, m.in. Anna Bilińska-Bohdanowiczowa.
Chełmoński po latach pisał o nim, że był dla niego wzorem artysty, który dla sztuki jest w stanie poświęcić wszystko, włącznie z życiem rodzinnym.

## Główne dzieła
Ważniejsze prace wydał w litografiach: Widoki Warszawy, Ubiory ludu polskiego. Ilustruje dzieła historyczne, jak: „Hetmani polscy” i inne. Pierwszy wielki obraz historyczny wystawił w Paryżu, (Margrabia Gero i Słowianie, ob. w Muzeum Narodowym w Krakowie), następnie liczne obrazy z historii Polski (Kopernik w Rzymie, wykładający swój system, Zamordowanie Przemysława II). Bardziej oryginalne są jego dekoracje w Muzeum Przemysłu i Rolnictwa i w sali Zakładu Kredytowego w Warszawie, jak i krajobrazy tatrzańskie.
Gerson zajmował się także architekturą i krytyką sztuki. W swojej sztuce koncentrował się na tematach patriotycznych, sielankowych i pejzażach górskich. 
Aktywny działacz parafii ewangelicko-augsburskiej Świętej Trójcy w Warszawie. W latach 1898–1901 Prezes Kolegium Kościelnego.
Pochowany został na cmentarzu ewangelicko-augsburskim w Warszawie przy ulicy Młynarskiej (aleja 29, grób 1). Jego córką była rzeźbiarka i pisarka Maria Gerson-Dąbrowska pochowana na Powązkach, kw. 39 - 4 - 17.

## Upamiętnienie
Jest patronem ulic m.in. w Warszawie, Lesznie, Krakowie czy we Wrocławiu. Jest także patronem Państwowego Liceum Sztuk Plastycznych w Warszawie.

## Galeria

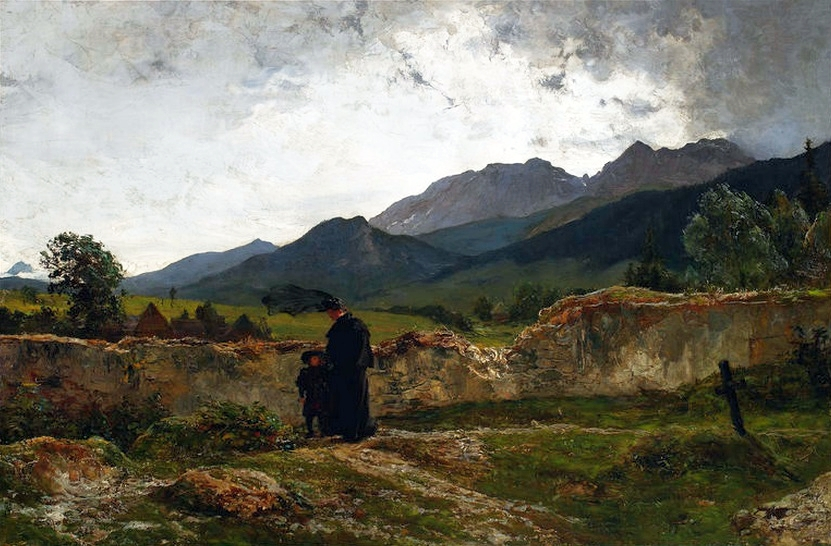
Cmentarz w górach (1894), Muzeum Narodowe w Warszawie
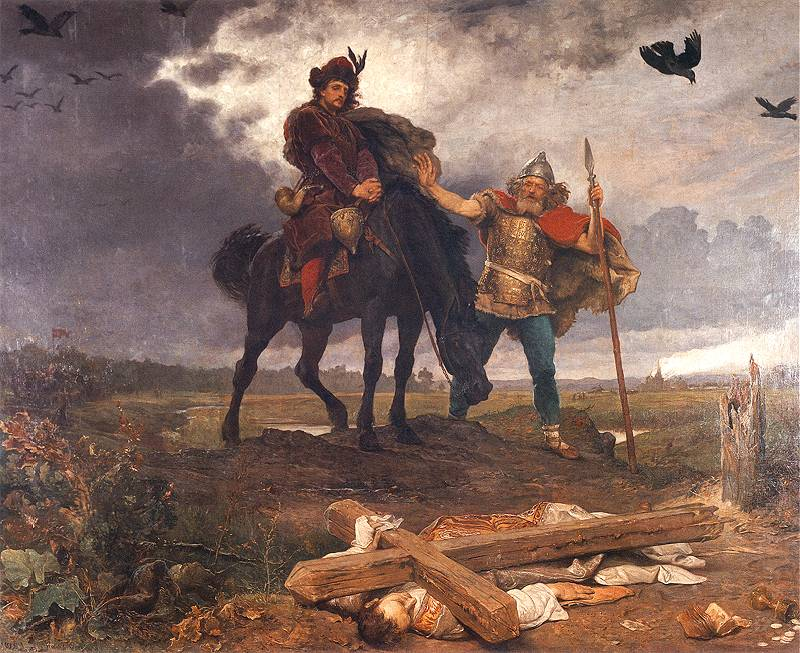
Kazimierz Odnowiciel wracający do Polski (1887), Muzeum Narodowe we Wrocławiu
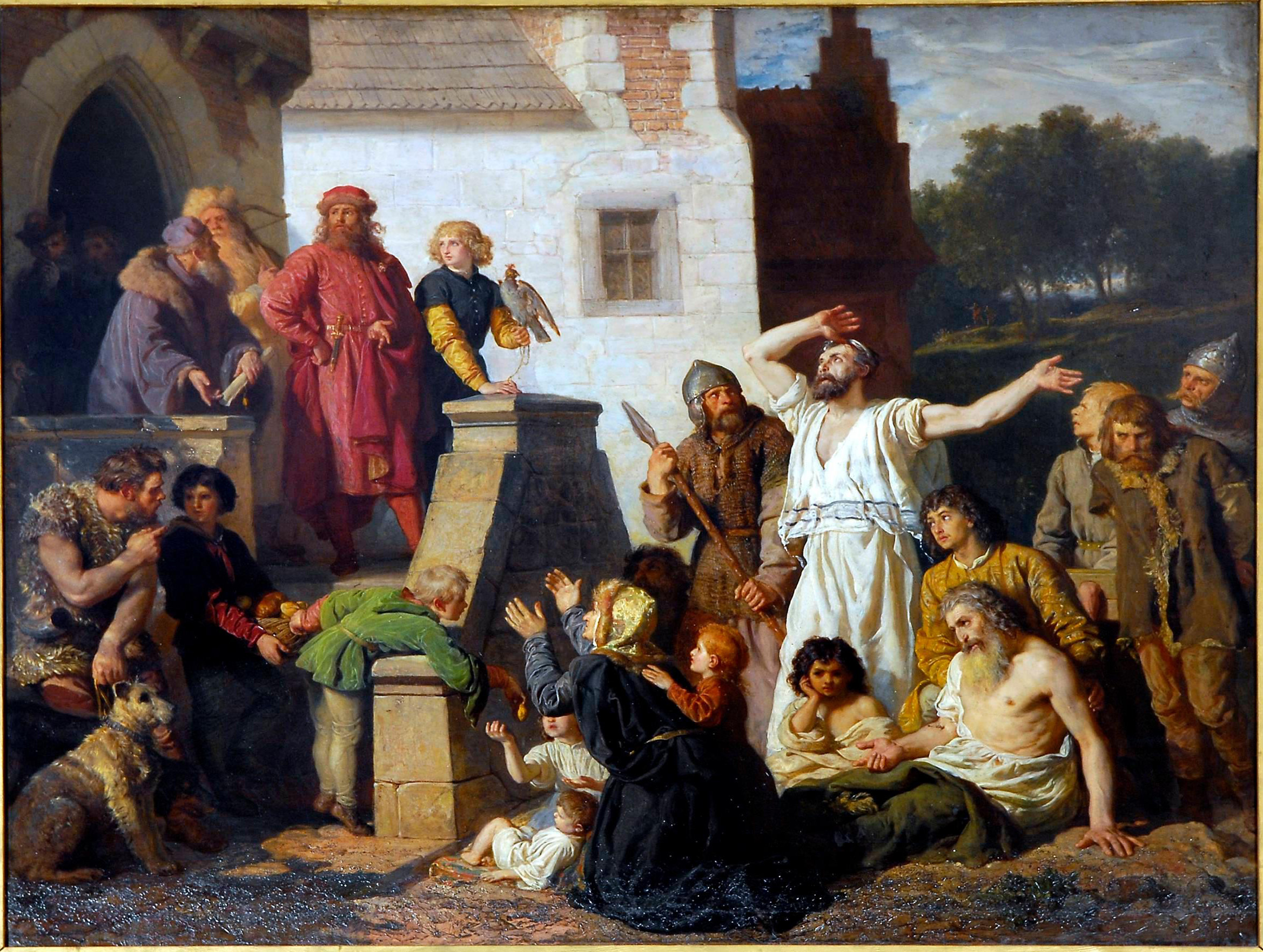
Kazimierz Wielki i Żydzi (1874), Muzeum Narodowe w Warszawie
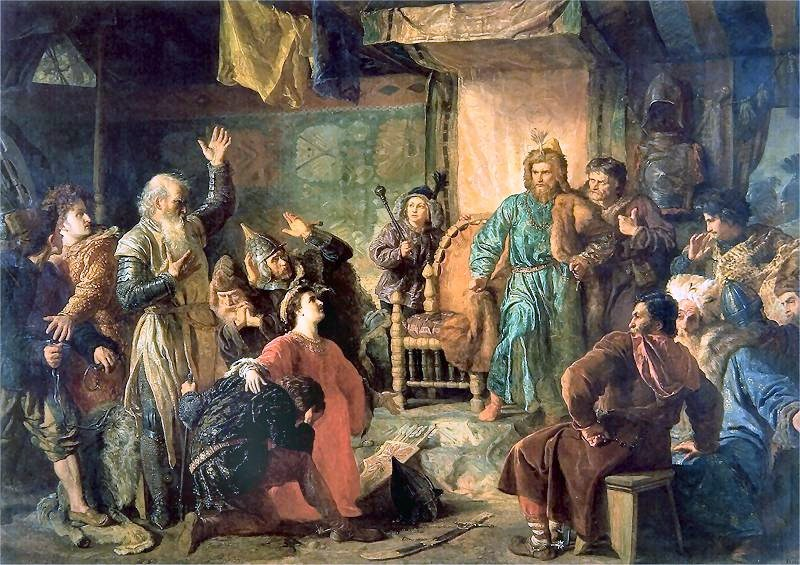
Kiejstut i Witold więźniami Jagiełły (1873), Muzeum Sztuki w Łodzi
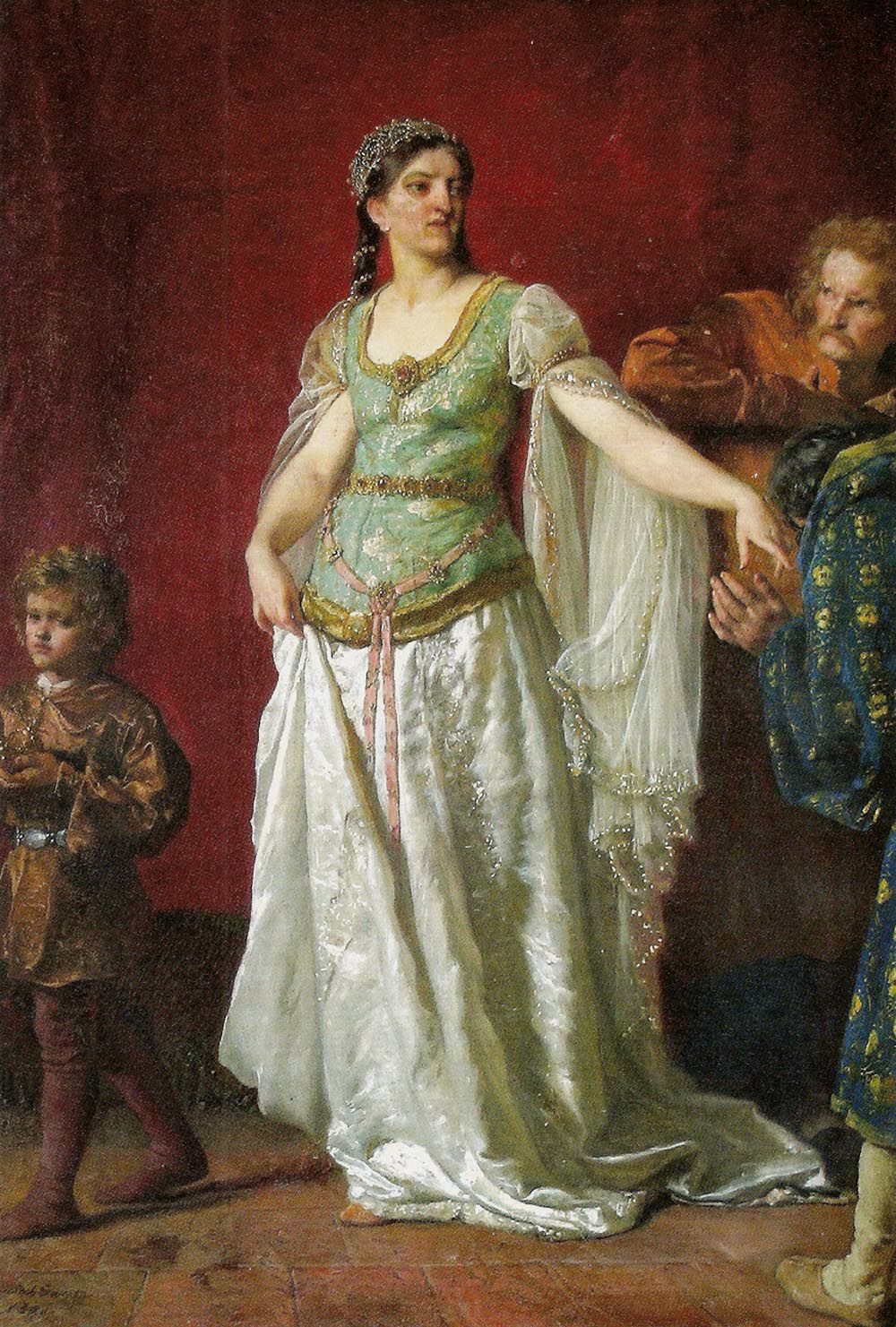
Królowa Ryksa (1891), Muzeum Mazowieckie w Płocku
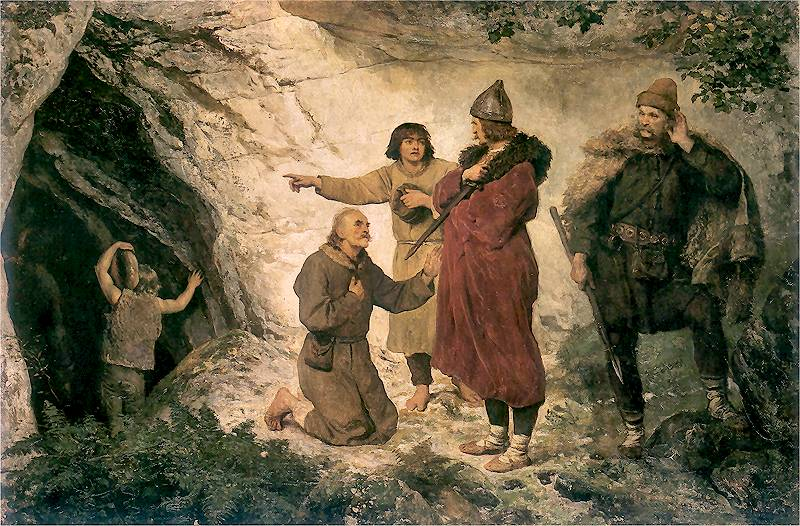
Łokietek pod Ojcowem (1890), Lwowska Galeria Sztuki
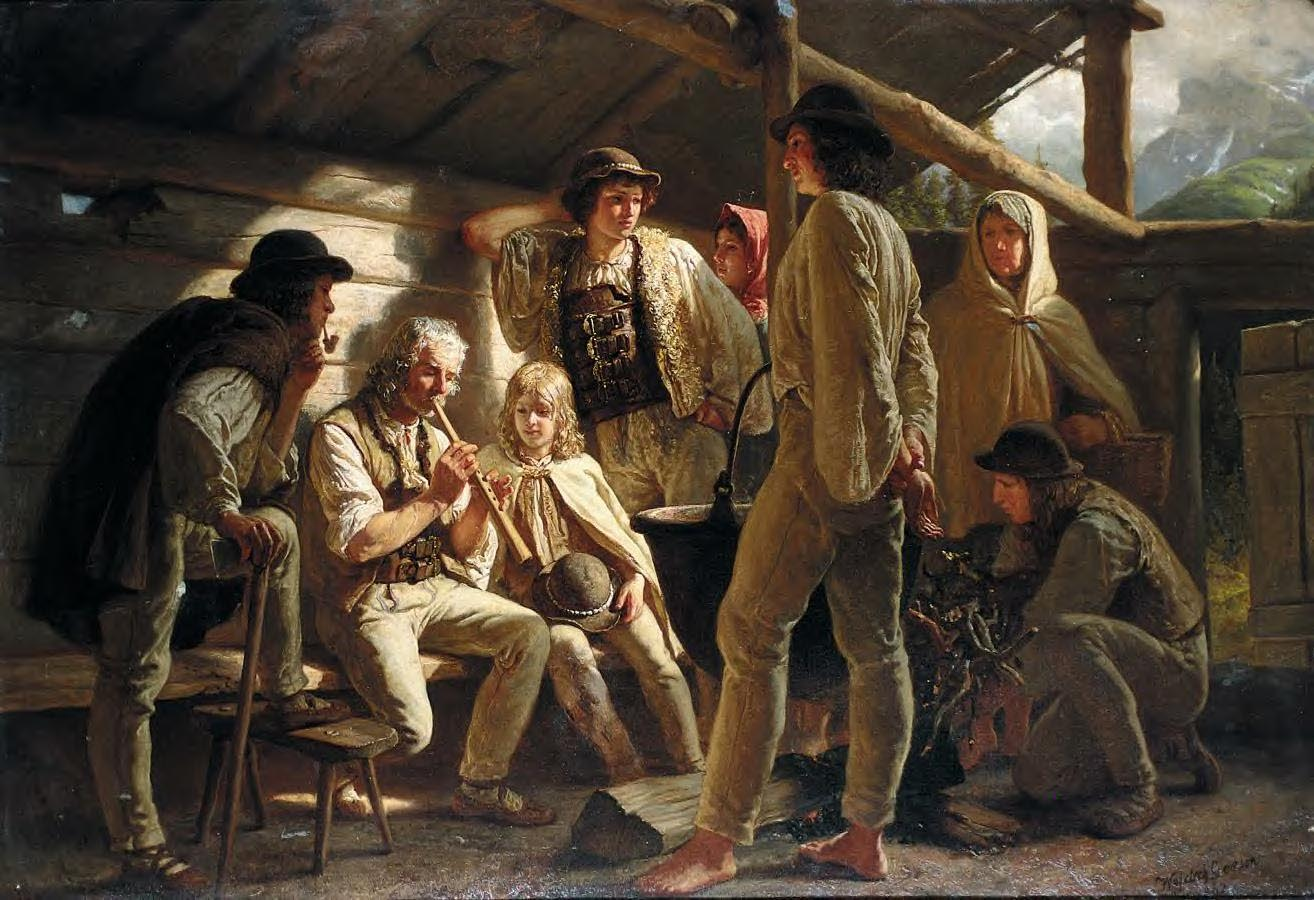
Odpoczynek w szałasie tatrzańskim (1862), Zamek Królewski w Warszawie
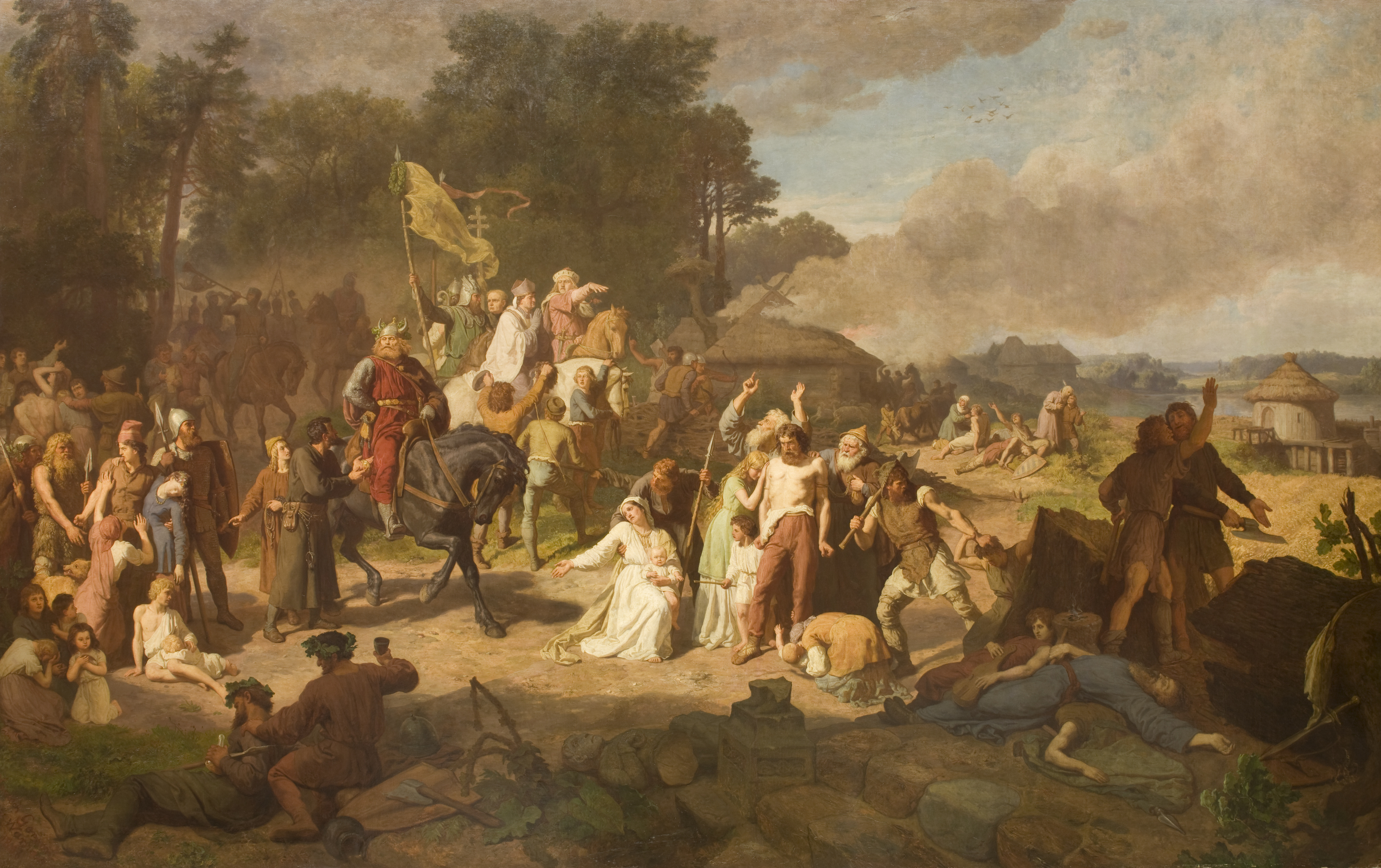
Opłakane apostolstwo (1866), Muzeum Narodowe w Krakowie
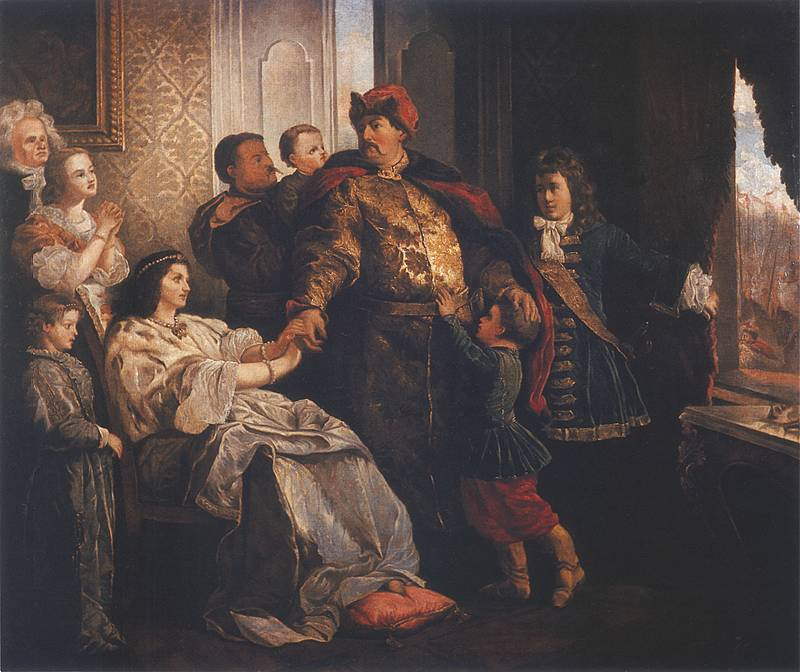
Pożegnanie Jana III z rodziną przed wyprawą wiedeńską (1882), Muzeum Mazowieckie w Płocku
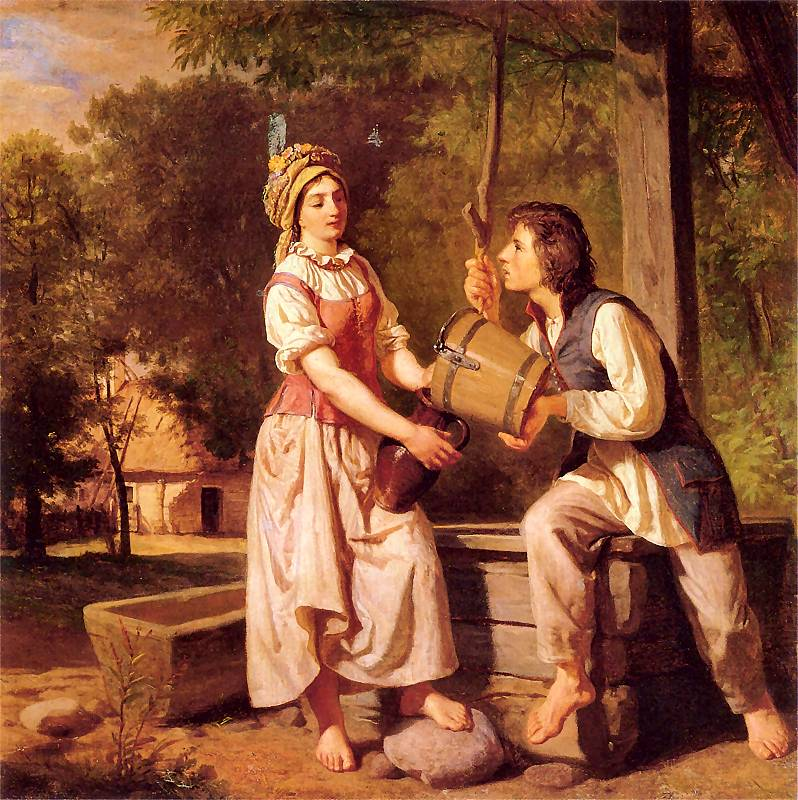
Przy studni (1870), Muzeum Narodowe w Warszawie
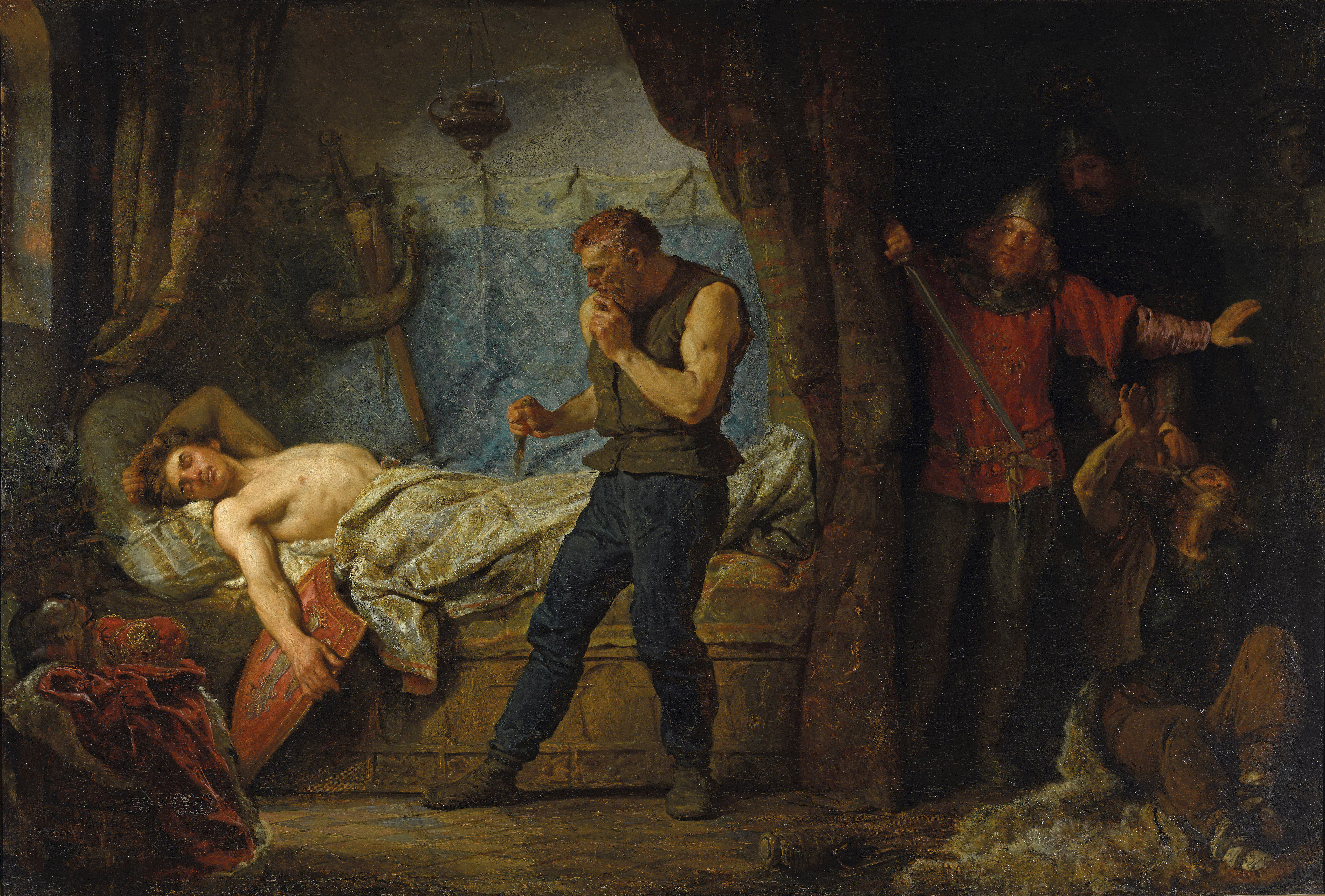
Zabójstwo Przemysła II w Rogoźnie (1881), Muzeum Narodowe w Warszawie
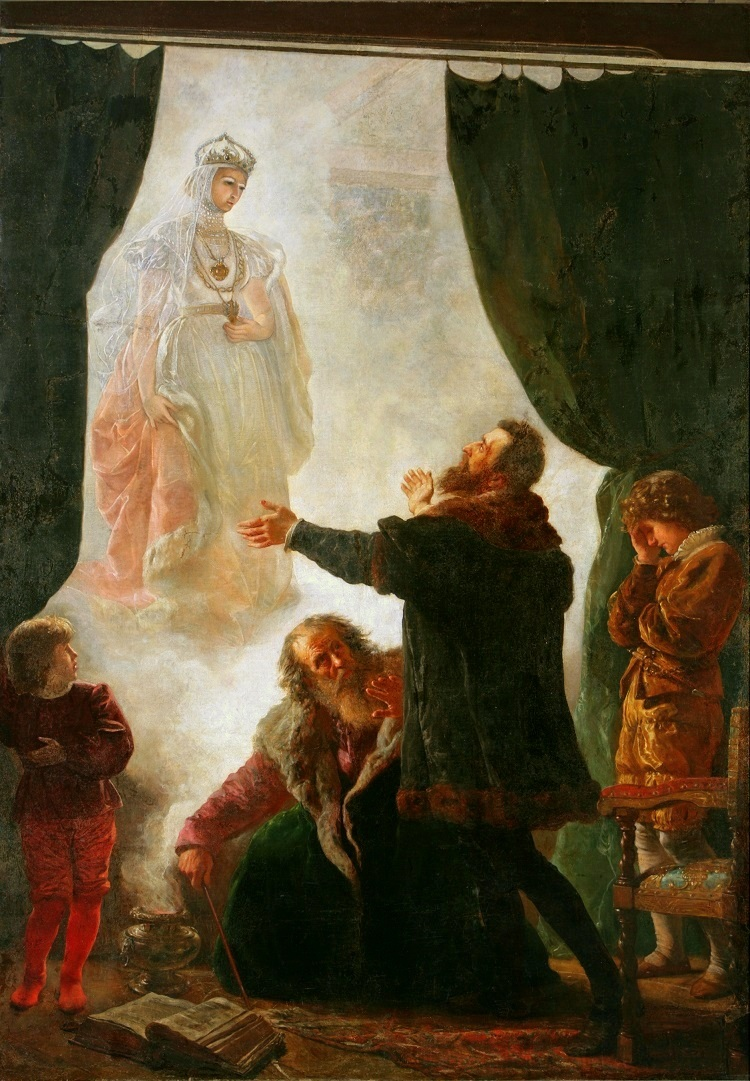
Zjawa Barbary Radziwiłłówny (1868), Muzeum Narodowe w Poznaniu
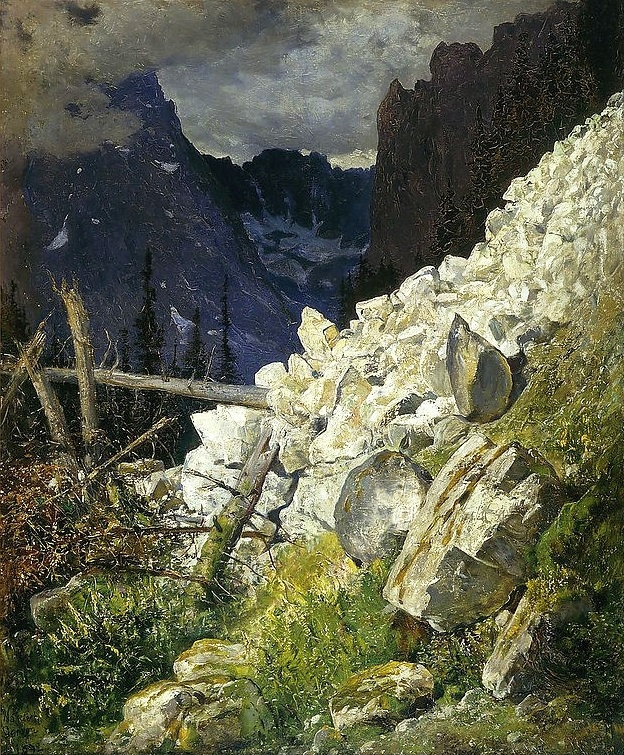
Zwał skalisty w Dolinie Białej Wody w Tatrach (1892), Muzeum Narodowe w Warszawie
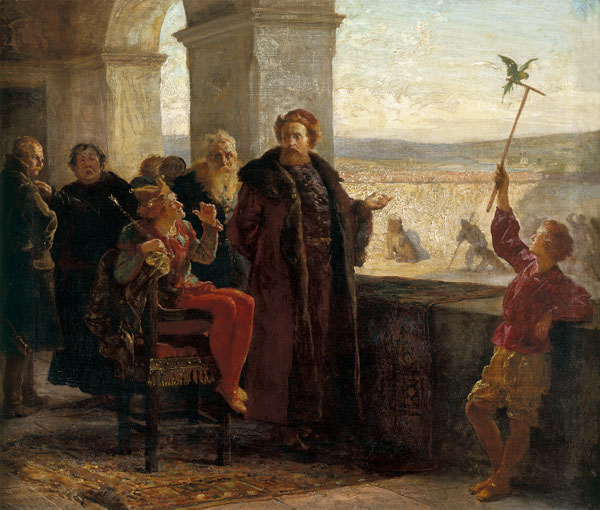
Zygmunt Stary ze Stańczykiem na Wawelu (1895), Muzeum Narodowe w Warszawie
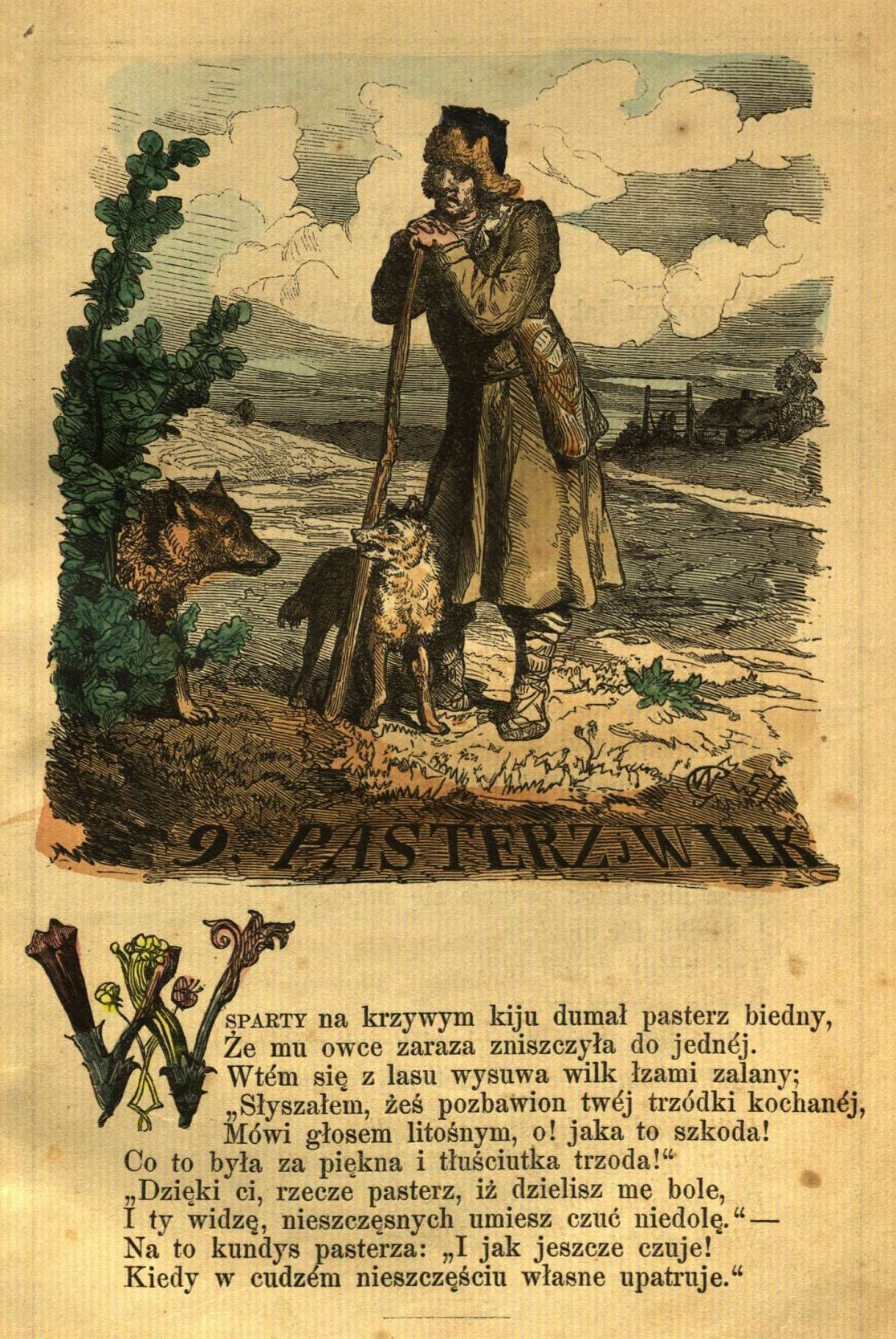
Jedna z bajek Stanisława Jachowicza pt. „Pasterz i Wilk” ze zbioru bajek wydanego w 1860 roku w Warszawie ilustrowanych przez Wojciecha Gersona

## Potomkowie
Jego córka Maria Gerson-Dąbrowska była pisarką i malarką, żoną powieściopisarza Ignacego Dąbrowskiego. Prawnukiem Gersona był Michał Witwicki, architekt i konserwator zabytków.